# Palazzo Margherita (L'Aquila)
Palazzo Margherita (detto anche Palazzo Margherita d'Austria, o Palazzo di Madama Margherita, abbreviato anche in Palazzo Madama) è un edificio storico dell'Aquila, sede del municipio cittadino. Edificato nel XIII secolo come Regia Curia del Capitano. Il palazzo fu profondamente restaurato nel XVI secolo per divenire residenza della governatrice Margherita d'Austria, a cui deve il suo nome. Il palazzo e l'adiacente torre civica sono rimasti danneggiati dal terremoto del 2009: il primo è stato sottoposto a lavori di restauro terminati nel 2023, mentre la seconda è ancora in attesa del consolidamento e della ristrutturazione.

## Storia

### Le origini del complesso
L'area di piazza del Palazzo costituiva sin dalla fondazione dell'Aquila il centro civico della città; essa ospitava, in un grande complesso sul luogo dell'odierno Palazzo Margherita e la cui edificazione risale grossomodo al 1302, il Palazzo del Comune, il Palazzo della Camera e la residenza del Capitano di Giustizia. Questa polarità civile era stata studiata per bilanciare l'altra grande piazza, piazza del Duomo con la Cattedrale, cuore dell'autorità religiosa, e si inseriva dunque nell'ambito della storica lotta tra i due poteri, guelfo e ghibellino, che ambivano al controllo della città.
In realtà l'equilibrio non fu mai raggiunto sia perché il Duomo continuò ad essere il luogo prediletto dal mercato e dai traffici commerciali, sia perché, con l'ingresso degli ordini religiosi in città, le autorità civili non riuscirono a mantenere la propria autonomia e dovettero confrontarsi con il complesso dei Francescani che si andava costruendo sull'altro capo della piazza, nel luogo dove oggi sorge il Palazzo del Convitto. Non si trattò solo di una scelta simbolica: il potente ordine ebbe parte attiva nella vita politica della città tanto che gli statuti cittadini venivano conservati nella chiesa di San Francesco a Palazzo, oggi scomparsa.

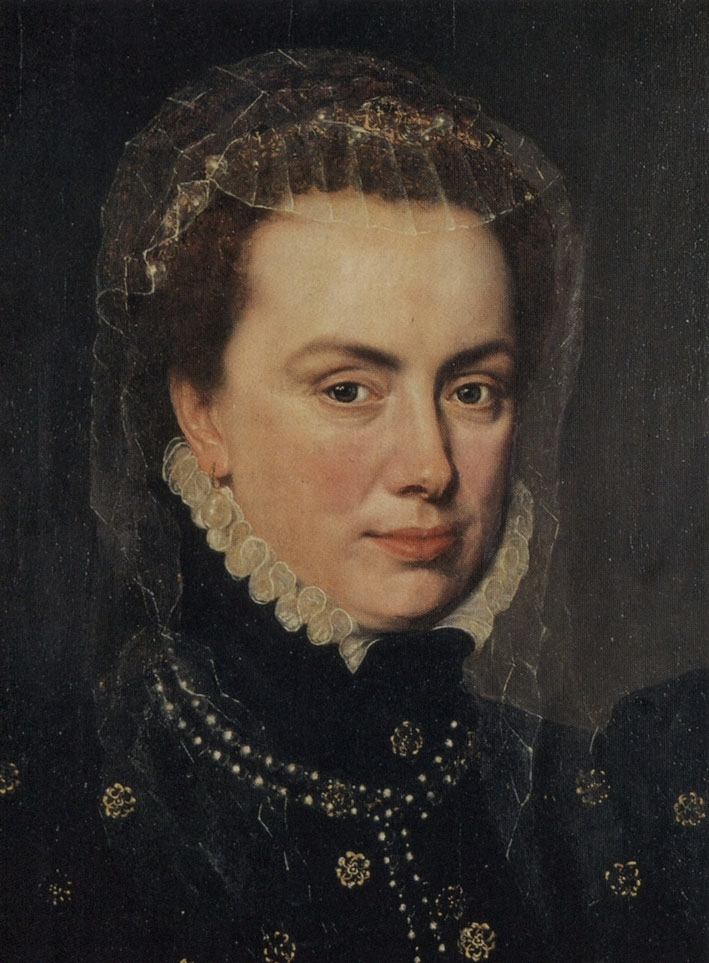
Margherita d'Austria, governatrice dell'Aquila tra il 1572 e il 1586

Il complesso comprendeva principalmente, come detto, il Palazzo del Capitano cui si entrava dall'odierna via delle Aquile, con situate nei sotterranei le prigioni oltre che una cappella intitolata alla Madonna degli Angeli, realizzata per permettere il conforto religioso ai condannati. Sul lato era la torre civica originariamente alta più di 50 metri e da cui si controllava l'intera conca aquilana e i villaggi che la popolavano. Sul retro, tra gli attuali Palazzetto dei Nobili e il convento dei Gesuiti, vi erano la Camera aquilana e il Palazzo comunale, residenza del camerlengo.

### L'arrivo di Margherita d'Austria ed il restauro del Fonticulano
Il Cinquecento fu un periodo di decadenza per L'Aquila, gravata da una spietata dominazione spagnola che la obbligò a rinunciare al controllo del contado con tangibili ripercussioni economiche. Sul finire del secolo, però, il ritorno in Italia di Margherita d'Austria (figlia di Carlo V) fece presupporre un nuovo momento di splendore; la sovrana, divenuta governatrice degli Abruzzi, amministrò saggiamente i suoi feudi dando impulso all'economia locale e alla cultura e risolvendo delicate questioni territoriali.
Dopo un breve periodo trascorso a Cittaducale, al suo primo ingresso all'Aquila nel maggio del 1569 fu accolta trionfalmente dalla cittadinanza. Manifestata dunque la volontà di insediarsi in città con la sua corte, l'amministrazione mise da parte le difficoltà finanziarie e si prodigò a trovarle una sistemazione. La scelta cadde sul progetto di Girolamo Pico Fonticulano che ipotizzò
un radicale rinnovamento del Palazzo del Capitano la cui realizzazione costò ben 17.000 ducati e causò la distruzione di alcune abitazioni delle vie adiacenti. Il celebre architetto ridisegnò il sistema di piazze impostandone il baricentro proprio nella nuova costruzione, il cui ingresso principale si apriva verso sud alla piazza del Duomo, annullando ogni separazione con il potere religioso e donando alla residenza una rinnovata centralità urbana. L'edificio, restaurato per necessità funzionali, divenne così costruzione emblematica dell'immagine del potere in città.
Margherita si insediò all'Aquila quale governatrice della città il 16 dicembre 1572 e rimase in carica sino alla sua morte avvenuta nel 1586. A lei sono stati dedicati numerose tra vie e piazze dell'Abruzzo, oltre che la Riserva regionale Montagne della Duchessa al confine con il Lazio.

### Rifacimenti successivi
Il palazzo attuale non corrisponde, se non in pianta, a quello realizzato dal Fonticulano nel XVI secolo, ma è frutto di un nuovo restauro avvenuto tra il 1838 e il 1846 che ne ha stravolto l'impostazione, modificandone tra le altre cose l'accesso non più su via delle Aquile (dove la precedente piazza era stata cancellata per consentire l'allargamento del vicolaccio, ovvero via Sallustio) bensì su via Roma. I lavori si resero necessari dallo stato del palazzo, danneggiato dal terremoto del 1703; il palazzo divenne quindi sede della Gran Corte degli Abruzzi e, successivamente, venne rinominato in Palazzo di Giustizia.
Solo nel 1974, un nuovo rifacimento (con il definitivo mutamento dell'ingresso su piazza del Palazzo) ha consentito al Comune di tornare proprietario del Palazzo dando inizio, però, ad una battaglia legale con la Provincia che aveva finanziato i lavori del 1838 e rivendicava pertanto la proprietà della costruzione; nel 2011 la Cassazione, ponendo fine ad un contenzioso di oltre 150 anni e una causa civile che durava da 37 anni, ha dato ragione al Comune dell'Aquila.
L'edificio, con l'adiacente torre, è rimasto gravemente danneggiato dal terremoto del 2009, in cui ha fatto registrare numerose lesioni di taglio. Il 4 novembre 2016 sono iniziati i lavori di ricostruzione del palazzo, il cui termine, inizialmente previsto per il 2019, è poi slittato al 2023, anno di riapertura. Le operazioni di restauro del solo palazzo, che hanno avuto un costo totale di circa 11.700.000 euro, hanno richiesto un tempo di lavoro di oltre sei anni e hanno escluso la torre civica, tuttora solamente puntellata.

## Descrizione

### Il palazzo

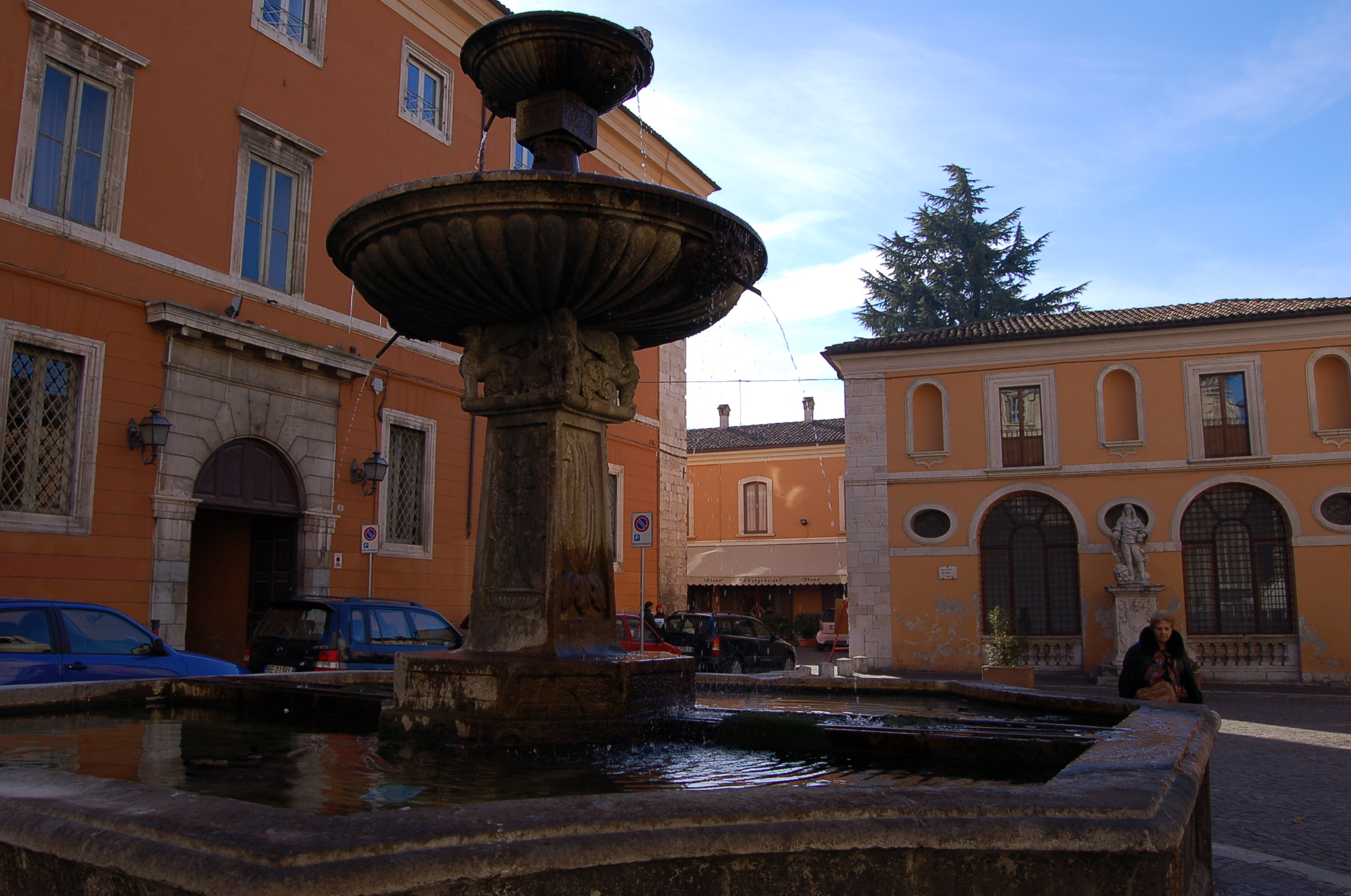
Il retro di Palazzo Margherita (a sinistra) con, a fianco, il Palazzetto dei Nobili

Il palazzo è posto nel centro dell'Aquila tra la piazza del Palazzo e la piazza Santa Margherita. La sua localizzazione è stata studiata per donare all'edificio una posizione baricentrica fra tre piazze; oltre le due citate, rispettivamente ad est e ad ovest della costruzione, verso sud si apriva un terzo vuoto (poi parzialmente edificato nell'ambito del restauro urbano avvenuto tra il XVII ed il XIX secolo che ha permesso la realizzazione di via Sallustio) che volgeva verso la piazza del Duomo, centro commerciale, sociale e religioso della città. Il quarto lato, essendo il palazzo in isola cioè non circondato da costruzioni, si pone parallelo alla via Roma, decumano dell'impianto urbano di derivazione angioina.
(Girolamo Pico Fonticulano)
Il volume si articola in una corte centrale cui si accede da tre bracci disposti verso le tre piazze ed era originariamente caratterizzato da un porticato sui lati nord, est ed ovest e da una coppia di scale rampanti e divergenti sul lato sud, dove era situato l'ingresso principale, mentre al centro era una fontana. La posizione degli elementi architettonici era stata studiata per rendere scenografico l'impatto al visitatore. Successivamente l'ingresso venne spostato su via Roma quindi, tornato il Palazzo ad ospitare gli uffici comunali, sul lato est verso la piazza del Palazzo, dove è tuttora.

### La torre civica
A lato di Palazzo Margherita, formando con quest'ultimo un unico complesso, si staglia la torre civica che rappresenta l'ultimo elemento superstite del trecentesco Palazzo del Capitano. La torre, che risultava già edificata al momento della seconda fondazione della città nel 1254, è stata tuttavia anch'essa rimaneggiata, basti pensare che nel 1310 era alta oltre 20 canne (circa 52 metri), mentre oggi è quasi la metà: subì infatti numerosi crolli dovuti a terremoti e nel caso del restauro del 1838 ne fu addirittura proposto l'abbattimento, poi sventato.
Alla sua base, sul lato di piazza del Palazzo, vi è il primo esemplare dello stemma dell'Aquila, risalente alla fine del XIII secolo. All'interno, nei piani inferiori, è inoltre la cappella dedicata alla Madonna degli Angeli in cui i condannati trovavano conforto prima di scontare la loro pena e che oggi custodisce la Bolla del Perdono, il documento con cui papa Celestino V concesse 
l'indulgenza plenaria in cambio del pellegrinaggio annuale alla basilica di Santa Maria di Collemaggio; la bolla viene estratta dalla torre civica solo in occasione della Perdonanza Celestiniana, il 28 agosto di ogni anno.